# Carcel
Carcel war eine französische Einheit der Lichtstärke.
1860 wurde die Einheit definiert als Lichtstärke einer Carcel-Lampe mit Standard-Brenner und Kamin, bei Betrieb mit 42 g Rapsöl (aus den Samen von Brassica campestris) pro Stunde und bei einer Flammenhöhe von 40 Millimetern. Die Einheit Carcel ist benannt nach dem Pariser Uhrmacher Bertrand Guillaume Carcel (1750–1812).
Umgerechnet in die aktuelle Einheit der Lichtstärke beträgt
- 1 Carcel = 9,74 Candela[1]